# Helius (Helius) copiosus
Helius (Helius) copiosus is een tweevleugelige uit de familie steltmuggen (Limoniidae). De soort komt voor in het Oriëntaals gebied.